# العلاقات البرتغالية السنغالية
العلاقات البرتغالية السنغالية هي العلاقات الثنائية التي تجمع بين البرتغال والسنغال.

## مقارنة بين البلدين
هذه مقارنة عامة ومرجعية للدولتين:
| وجه المقارنة                                              | البرتغال                                                  | السنغال                                              |
| --------------------------------------------------------- | --------------------------------------------------------- | ---------------------------------------------------- |
| المساحة (كم2)                                             | 92.21 ألف                                                 | 196.72 ألف                                           |
| عدد السكان (نسمة)                                         | 10.60 مليون                                               | 15.85 مليون                                          |
| الكثافة السكانية (ن./كم²)                                 | 114.95                                                    | 80.57                                                |
| العاصمة                                                   | لشبونة                                                    | داكار                                                |
| اللغة الرسمية                                             | اللغة البرتغالية، اللغة الميراندية                        | لغة فرنسية، اللغة الولوفية، باديارا ‏، اللغة البلنتية |
| العملة                                                    | يورو، اسكودو برتغالي                                      | فرنك غرب أفريقي                                      |
| الناتج المحلي الإجمالي (بليون دولار)                      | 217.57 مليار                                              | 16.37 مليار                                          |
| الناتج المحلي الإجمالي (تعادل القوة الشرائية) بليون دولار | 307.82 مليار                                              | 36.62 مليار                                          |
| الناتج المحلي الإجمالي الاسمي للفرد دولار أمريكي          | 19.22 ألف                                                 | 899                                                  |
| الناتج المحلي الإجمالي للفرد دولار أمريكي                 | 28.76 ألف                                                 | 2.33 ألف                                             |
| مؤشر التنمية البشرية                                      | 0.830                                                     | 0.466                                                |
| رمز المكالمات الدولي                                      | +351                                                      | +221                                                 |
| رمز الإنترنت                                              | .pt                                                       | .sn                                                  |
| المنطقة الزمنية                                           | توقيت غرب أوروبا، توقيت غرب أوروبا الصيفي، أوروبا/لشبونة ‏ | 00                                                   |

## مدن متوأمة
في ما يلي قائمة باتفاقيات التوأمة بين مدن برتغالية وسنغالية:
- ترتبط أناديا مع Diaobé-Kabendou  [لغات أخرى]‏ باتفاقية توأمة.

## منظمات دولية مشتركة
يشترك البلدان في عضوية مجموعة من المنظمات الدولية، منها:
| علم المنظمة | اسم المنظمة                               | تاريخ انضمام البرتغال | تاريخ انضمام السنغال |
| ----------- | ----------------------------------------- | --------------------- | -------------------- |
|             | مؤسسة التنمية الدولية                     | 29 ديسمبر 1992        | 31 أغسطس 1962        |
|             | يونسكو                                    | 11 مارس 1965          | 10 نوفمبر 1960       |
|             | وكالة ضمان الاستثمار متعدد الأطراف        | 6 يونيو 1988          | 12 أبريل 1988        |
|             | الأمم المتحدة                             | 14 ديسمبر 1955        | 28 سبتمبر 1960       |
|             | الفريق المعني برصد الأرض                  | ?                     | ?                    |
|             | الاتحاد البريدي العالمي                   | ?                     | ?                    |
|             | البنك الدولي للإنشاء والتعمير             | 29 مارس 1961          | 31 أغسطس 1962        |
|             | الاتحاد الدولي للاتصالات                  | 1866                  | 15 نوفمبر 1960       |
|             | منظمة حظر الأسلحة الكيميائية              | ?                     | ?                    |
|             | مؤسسة التمويل الدولية                     | 8 يوليو 1966          | 31 أغسطس 1962        |
|             | المركز الدولي لتسوية المنازعات الاستشارية | 1 أغسطس 1984          | 21 مايو 1967         |
|             | منظمة التجارة العالمية                    | ?                     | ?                    |
|             | منظمة الشرطة الجنائية الدولية             | ?                     | ?                    |
|             | البنك الإفريقي للتنمية                    | ?                     | ?                    |

## وصلات خارجية
- موقع وزارة الخارجية البرتغالية
- موقع وزارة الخارجية السنغالية